# ریچارد اکس. اسلاتری
ریچارد اکس.اسلاتری (به انگلیسی: Richard X. Slattery) (زاده ۲۶ ژوئن ۱۹۲۵-درگذشته ۲۷ ژانویه ۱۹۹۷) بازیگر آمریکایی بود.
از فیلم‌های معروف او می‌توان به بازی در فیلم زمانی برای کشتن اشاره کرد.